# Эдвардс, Федерико
Федерик Роберт Эдвардс (исп. Federick Róbert Edwards; род. 25 января 1931, Санта-Фе) — аргентинский футболист, выступавший на позиции защитника.

## Клубная карьера
Федерико Эдвардс начинал свою футбольную карьеру в команде «Унион» из родного для него города Санта-Фе. В 1951 Эдвардс перешёл в клуб «Бока Хуниорс», в котором играл до 1959 года и выиграл в 1954 году чемпионат Аргентины.

## Международная карьера
Федерико Эдвардс попал в состав сборной Аргентины на Чемпионат мира 1958 года. Однако из 3-х матчей Аргентины на турнире Эдвардс не появился на поле ни в одном из них: в матчах против сборных ФРГ, Северной Ирландии и Чехословакии.

## Достижения

### Клубные
Бока Хуниорс
- Чемпионат Аргентины (1): 1954 (чемпион)